# 馬力歐·馬雅
Mario Maya (1937 – 9月27, 2008) 是西班牙最創新、有影響力的 佛朗明哥  男舞者之一。他在 1937 於 Córdoba 出生，但卻在格拉那達的 Sacromonte 區長大。他最重要的作品包括
```
Camelamos Naquerar (1976), 
深沈 (¡Ay Jondo! 1977), 
Amargo (1986), 
魔幻之愛 (El Amor Brujo 1987) 跟 
佛朗明哥安息曲(Requiem Flamenco). 
```

他在 2008 年 9 月 27 於 Sevilla 死於癌症。
他是知名佛朗明哥女舞者貝蓮·馬雅的父親。